# Quebra-gelo (facilitação)
Um quebra-gelo é um breve exercício de facilitação que visa ajudar os membros de um grupo a iniciar o processo de trabalho em conjunto ou a formar uma equipe. Os quebra-gelos são comumente apresentados como um jogo para "aquecer" o grupo, ajudando os membros a se conhecerem. Eles geralmente se concentram em compartilhar informações pessoais, como nomes, hobbies, etc. Os quebra-gelos também são usados em reuniões sociais, como festas, para apresentar os convidados uns aos outros em situações em que eles podem não se conhecer.
Muitas pessoas não gostam de jogos quebra-gelo.

## Propósito
Um quebra-gelo deve estar relacionado ao assunto ou ao propósito da reunião. Por exemplo, se um ambiente de aprendizagem colaborativa for necessário para um projeto de treinamento, um exercício quebra-gelo que promova a colaboração pode ser escolhido. Se o assunto da reunião for literatura, então o assunto da reunião pode ser introduzido por meio de um exercício que gire em torno dos livros favoritos de um participante. A maioria dos quebra-gelos deve promover um nível apropriado de auto-revelação, pois isso cria confiança entre os participantes do grupo e ajuda a desenvolver a coesão do grupo.
Os quebra-gelos devem ser relaxantes e não ameaçadores. Por exemplo, quebra-gelos em um ambiente profissional não devem exigir que as pessoas revelem informações pessoais ou toquem em outras pessoas, pois isso pode ser estressante ou culturalmente inapropriado. Eles não devem constranger os participantes nem fazê-los se sentirem obrigados a participar. Eles também não devem demonstrar desrespeito a nenhuma hierarquia social e profissional no grupo, pois isso pode ser desconfortável para os participantes. Uma atividade simples sem respostas certas ou erradas pode reduzir a ansiedade de pessoas que estão em uma situação nova ou em um grupo de pessoas desconhecido.
O quebra-gelo deve permitir que as pessoas experimentem os comportamentos esperados ou desejados dentro do grupo. Por exemplo, se as principais atividades do grupo usarem uma alternância rígida de turnos durante as discussões, o quebra-gelo deve modelar uma alternância rígida de turnos. Um quebra-gelo pode ajudar as pessoas a entender se este será um grupo psicologicamente seguro que aceitará opiniões diferentes.
No final de um exercício quebra-gelo bem executado, o facilitador deve ser capaz de resumir para o grupo o que foi aprendido durante o exercício ou qual foi o propósito do quebra-gelo.

## Reações
Os quebra-gelos são frequentemente desaprovados, mas fazer com que os participantes se sintam estranhos ou pensem que o exercício é desagradável não prejudica a sua eficácia em aproximar os indivíduos.
Pessoas que não gostam de quebra-gelos podem estar reagindo a experiências anteriores com quebra-gelos irrelevantes, inúteis ou mal projetados, o que pode parecer uma perda de tempo. Os participantes também podem mostrar aspectos de sua personalidade, já que pessoas com diferentes personalidades ou estilos de aprendizagem respondem de forma diferente ao mesmo exercício.

## Tipos

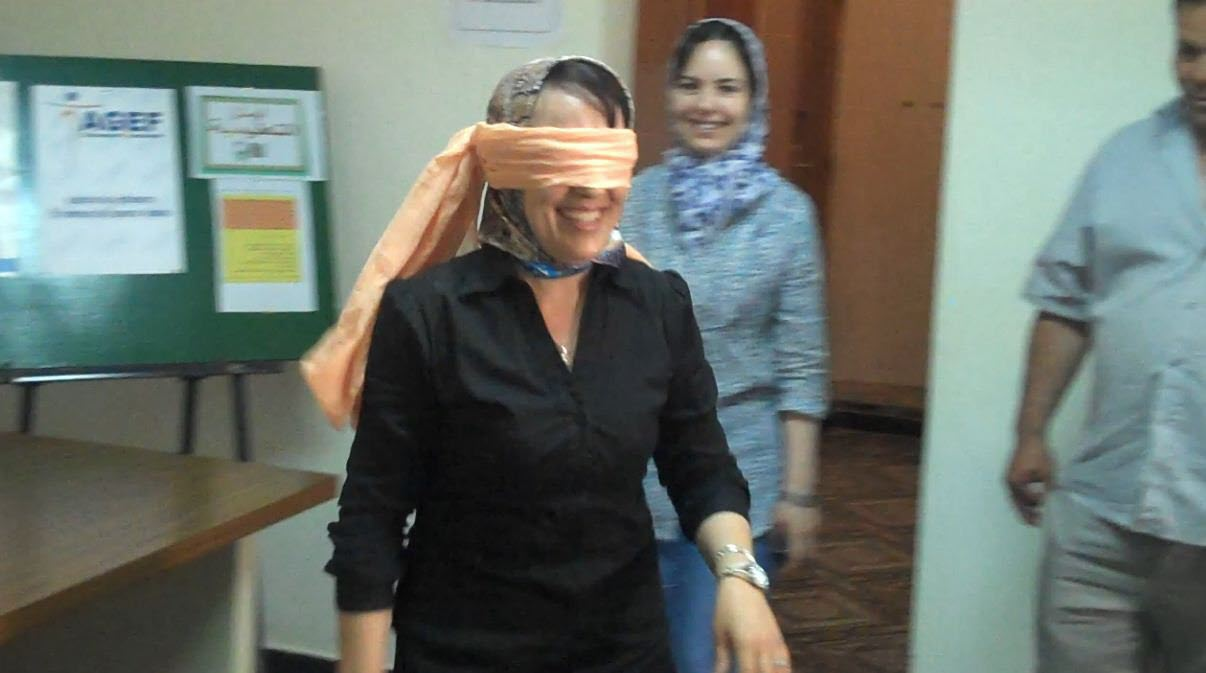
Um jogo de quebra-gelo para construção de equipes, onde o grupo guia um jogador vendado para encontrar e pegar um copo de plástico

Existem muitos tipos diferentes de quebra-gelos. Alguns dos mais comuns são:
Quebra-gelos introdutórios
Muitas vezes, quando as pessoas se reúnem pela primeira vez, nem todas se conhecem. Jogos e atividades introdutórias para quebrar o gelo não apenas ajudam as pessoas a começarem a se conhecer, mas também as ajudam a reconhecer e apreciar diferenças e semelhanças. Os quebra-gelos introdutórios podem ser tão simples quanto pedir que cada pessoa diga ao grupo seu nome e um fato sobre si mesma, ou podem ser exercícios complicados projetados para construir confiança e o desejo de trabalhar em conjunto.
Quebra-gelos para conhecer você
Os quebra-gelos são frequentemente apresentados na forma de um jogo para “aquecer” um grupo, ajudando os membros a se conhecerem. Eles geralmente se concentram em compartilhar informações como nomes, fatos pessoais, hobbies, etc. Os quebra-gelos para conhecer você também ajudam pessoas que já se conhecem a se conhecerem melhor.
Quebra-gelos para construção de equipes
Muitos jogos quebra-gelo têm como objetivo ajudar um grupo a iniciar o processo de formação de uma equipe ou equipes. Algumas atividades para quebrar o gelo no trabalho em equipe, como atividades de construção, auxiliam na dinâmica do grupo ao desenvolver confiança, comunicação e a capacidade de trabalhar em conjunto.
Festa (diversão) quebra-gelo
Os quebra-gelos da festa apresentam os convidados uns aos outros. Use quebra-gelos simples e divertidos para incentivar as pessoas a conversar e rir. Isso cria o clima certo para o resto da festa.
Perguntas para quebrar o gelo
Como o nome indica, as perguntas quebra-gelo simplesmente extraem informações das pessoas, em um esforço para deixá-las confortáveis e relaxadas. Perguntas para quebrar o gelo podem ser sérias ou engraçadas. As melhores perguntas para quebrar o gelo são elaboradas especificamente para uma idade e propósito identificados e preparam as pessoas para atividades ou experiências que se seguem.

## Exercícios de introdução ou aquecimento
Exemplos desses tipos de exercícios de facilitação incluem:
O fato pouco conhecido
Os participantes são convidados a compartilhar seu nome, função no grupo, tempo de serviço e um "fato pouco conhecido" sobre si mesmos. Esse "fato pouco conhecido" se torna um elemento humanizador para futuras interações.
Duas verdades e uma mentira
Cada participante faz três afirmações sobre si mesmo: duas verdadeiras e uma falsa. Outros membros do grupo tentam identificar a falsidade.
Entrevistas
Os participantes são divididos em pares e passam 5 minutos entrevistando uns aos outros. O grupo se reúne novamente e o entrevistador apresenta o entrevistado ao grupo.
Os exercícios são particularmente populares no ambiente universitário, por exemplo, entre moradores de um alojamento ou grupos de estudantes que trabalharão juntos, como líderes de orientação, talvez, ou professores de saúde.